# Nesria Yelasi
Nesria Al-Yelasi –en árabe, نسرية الجلاصي– (nacida el 19 de agosto de 1989) es una deportista tunecina que compitió en judo. Ganó dos medallas en los Juegos Panafricanos en los años 2007 y 2011, y nueve medallas en el Campeonato Africano de Judo entre los años 2006 y 2018.

## Palmarés internacional
| Juegos Panafricanos | Juegos Panafricanos     | Juegos Panafricanos | Juegos Panafricanos |
| Año                 | Lugar                   | Medalla             | Categoría           |
| ------------------- | ----------------------- | ------------------- | ------------------- |
| 2007                | Argel (Argelia)         | Medalla de plata    | –63 kg              |
| 2011                | Maputo (Mozambique)     | Medalla de oro      | –57 kg              |
| Campeonato Africano |                         |                     |                     |
| Año                 | Lugar                   | Medalla             | Categoría           |
| 2006                | Puerto Louis (Mauricio) | Medalla de bronce   | –63 kg              |
| 2008                | Agadir (Marruecos)      | Medalla de oro      | –63 kg              |
| 2010                | Yaundé ( Camerún)       | Medalla de oro      | –57 kg              |
| 2011                | Dakar (Senegal)         | Medalla de plata    | –57 kg              |
| 2013                | Maputo (Mozambique)     | Medalla de oro      | –57 kg              |
| 2014                | Puerto Louis (Mauricio) | Medalla de plata    | –57 kg              |
| 2015                | Libreville (Gabón)      | Medalla de oro      | –57 kg              |
| 2016                | Túnez (Túnez)           | Medalla de bronce   | –57 kg              |
| 2018                | Túnez (Túnez)           | Medalla de bronce   | –57 kg              |